# Senhora dos afogados
Senhora dos Afogados es una obra de teatro escrita por el periodista y dramaturgo brasileño Nelson Rodrigues en 1947, basada en la obra A Electra le sienta bien el luto de Eugene O'Neill (1931), que a su vez está adaptada de la Orestiada de Esquilo. La obra se estrenó en 1954 en el teatro municipal de Río de Janeiro.

## Sinopsis
Moema, la hija mayor de Misael y Eduarda, siente un gran amor por su padre y decide ahogar a sus hermanas pequeñas, Clarinha y Dora, en el mar para recibir toda la atención de su padre. Tras una serie de sucesos, Moema consigue ser la única mujer en la vida de su padre. Sin embargo, este muerte y ella se queda sola.